# Nirinoides abyssinica
Nirinoides abyssinica es una especie de insecto coleóptero de la familia Chrysomelidae.
Fue descrita científicamente en 1886 por Jacoby.